# Ziru pagasts
Ziru pagasts er en territorial enhed i Ventspils novads i Letland. Pagasten havde 543 indbyggere i 2010 og 497 indbyggere i 2016 og omfatter et areal på 153,80 kvadratkilometer. Hovedbyen i pagasten er Ziras.